# Мілонадіс Костянтин
Костянти́́н Мілона́діс (5 червня 1926, м. Кременчук, нині Полтавська область — 13 березня 2012, м. Найлс, шт. Мічиґан, США) — американський скульптор.

## Життєпис
Костянтин Мілонадіс народився 5 червня 1926 року в місті Кременчуці (нині Полтавська область).
1951 року емігрував до США. 1957 року закінчив Інститут мистецтв у Чикаґо, 1959-го — Університет Тулейн у Новому Орлеані (педагог з фаху Дж. Рікі). У 1960—1974 роках працював професором Університету Нотр-Дам у Саут-Бенді. Один з ініціаторів створення Українського інституту модерного мистецтва в Чикаґо.
Помер 13 березня 2012 року в м. Найлс, штат Мічиґан.

## Творчість
Від 1960-х років представляв роботи на американських виставках. Автор кінетичних скульптур з дроту («Квітка», 1959; «Хвиля», 1964; «Маятник», 1980-ті рр.; «Корабель», 1997). Для своїх робіт Мілонадіс використовував бронзу, дерево та камінь. Окремі роботи зберігаються у фондах Музею сучасного мистецтва в Чикаґо.